# Union Match
 (octobre 2012).
Si vous disposez d'ouvrages ou d'articles de référence ou si vous connaissez des sites web de qualité traitant du thème abordé ici, merci de compléter l'article en donnant les références utiles à sa vérifiabilité et en les liant à la section « Notes et références ».
Union Match était une célèbre société allumettière basée à Grammont (Belgique). Prenant la succession de l’Union allumettière belge qui rassembla les diverses usines allumettières de la région, elle fut reprise par une entreprise suédoise et cessa quelques années plus tard (1998) ses activités.

## Histoire
Une longue histoire de productions d’allumettes de qualité commence dans la région de la Dendre (Lessines-Grammont-Ninove) avec la première usine de production, à Lessines, en 1835. Elles s’appellent déjà « allumettes suédoises ». L’usine se déplace à Grammont en 1850. En 1855, l’achat d’un brevet suédois améliore la qualité de l’allumette et la rapidité de fabrication.
D’autres centres de production s’ouvrent à Grammont (1850) et à Ninove (1860) qui devient l’Allumettière de Ninove. L’expansion continue avec la production de la « Red Star » à Grammont (1870) et la « suédoise » toujours à Grammont. D’autres usines s’ouvrent à Gand et Denderleeuw.
En raison de la concurrence d’allumettes venant de Suède, le besoin se fait sentir de s’unir. Huit usines belges se réunissent en 1912  pour former l’Union allumettière belge. Le « UA » entrelacé de l’union se retrouve sur toutes les boites d’allumettes appelées « Three torches ». Des usines rivales, reprises par une entreprise suédoise, forment une union rivale (1920) qui s’appelle « Fabrique belge d’allumettes » [FBA].
Après la Première Guerre mondiale l’industrie est de nouveau en expansion. Les frères Merckx ouvrent une usine en 1920 à Ninove. Ils resteront indépendants et produiront les allumettes « Vervia » jusqu’en 1970. Une usine ouvre à Soignies également avec production de la « Black cat ». D’autres usines ouvrent à Ninove, à Okegem et Lessines.
En 1929 l’Union allumettière belge et sa rivale, la Fabrique belge d’allumettes fusionnent pour créer l’Union allumettière. Au lendemain de la Seconde Guerre mondiale, En 1944, un grand complexe est créé à Grammont - ville devenue en quelque sorte la « capitale de l’allumette » - qui emploie jusqu'à 1600 ouvriers. Tout un bois de peupliers alimentait l’usine à allumettes. Les boites sont tricolores, aux couleurs nationales belges — noir, jaune et rouge — et portent le logo célèbre des trois torches.
Avec la multiplication de méthodes d’allumage, le déclin s’annonce dans les années 1960. En 1980 la société change de nom et devient l’Union Match, et elle est reprise en 1997 par une société suédoise, la Swedish Match Belgium.
En 1998 cette société arrête la production d’allumettes en Belgique. Ainsi se termine 163 ans de production d’allumettes en Belgique. Cependant, la fameuse allumette « Union Match » est encore fabriquée en Hongrie.

## Musée
Grammont possède un musée du cigare et de l’allumette. Le Lucifermuseum se trouve dans l’Abdijmuseum, 10 Abdijstraat, 9500 Geraardsbergen (Belgique).
Site du musée